# Francavilla Angitola
Francavilla Angitola là một đô thị ở tỉnh Vibo Valentia trong vùng Calabria, có cự ly khoảng 30 km về phía tây namcủa Catanzaro và khoảng 20 km về phía đông bắc của Vibo Valentia. Tại thời điểm ngày 31 tháng 12 năm 2004, đô thị này có dân số 2.093 người và diện tích là 28,3 km².
Francavilla Angitola giáp các đô thị: Curinga, Filadelfia, Maierato, Pizzo, Polia.